# Claudio Scremin
Claudio Francesco Scremin (* 28. Mai 1968 in Burnaby, British Columbia) ist ein ehemaliger kanadischer Eishockeyspieler, der im Verlauf seiner aktiven Karriere zwischen 1986 und 2001 unter anderem über 600 Spiele für die Kansas City Blades in der International Hockey League (IHL) auf der Position des Verteidigers bestritten hat. Zudem absolvierte Scremin 17 Partien für die San Jose Sharks in der National Hockey League (NHL) und verbrachte zwei Spielzeiten bei den Hannover Scorpions und Krefeld Pinguinen in der Deutschen Eishockey Liga (DEL).

## Karriere
Scremin spielte zunächst von 1986 bis 1990 an der University of Maine. In insgesamt 109 Spielen für das College-Team in der Hockey East der National Collegiate Athletic Association erzielte er 84 Punkte. Während seiner Zeit am College wurde er im NHL Entry Draft 1988 in der zehnten Runde an 204. Position von den Washington Capitals ausgewählt. Im November 1988 gaben die Capitals die Rechte an seiner Person dann im Tausch für Torwart Don Beaupre an die Minnesota North Stars ab.
Zur Saison 1990/91 startete der Italo-Kanadier in seine erste Profisaison mit den Kansas City Blades, einem Team der International Hockey League (IHL). Als diese zur Saison 1991/92 eine Kooperation mit dem neu gegründeten NHL-Franchise San Jose Sharks eingingen, unterzeichnete der Verteidiger dort einen Vertrag. Scremin blieb bis Ende der Saison 1997/98 bei den Kansas City Blades, wurde aber in den Spielzeiten 1991/92 und 1992/93 auch in der NHL eingesetzt und brachte es auf insgesamt 17 NHL-Spiele. Seinen größten Erfolg feierte er in der Saison 1991/92 mit dem Gewinn des Turner Cup.
Nach der Saison 1997/98 wechselte Scremin nach Europa, wo er in der Saison 1993/94 bereits Spiele für den HC Varese bestritten hatte. Diesmal spielte er für die Hannover Scorpions und Krefeld Pinguine in der Deutschen Eishockey Liga sowie für die London Knights in der britischen Ice Hockey Superleague, ehe er seine Karriere im Jahr 2001 im Alter von 33 Jahren beendete.
Bei den Kansas City Blades hält Scremin den Franchise-Rekord für die meisten Spiele mit 550.

## Erfolge und Auszeichnungen
| - 1989 Lamoriello-Trophy-Gewinn mit der University of Maine - 1990 Hockey East All-Tournament Team - 1990 Hockey East All-Academic Team | - 1992 Turner-Cup-Gewinn mit den Kansas City Blades - 2000 BISL-Playoffgewinn mit den London Knights - 2000 BISL First All-Star Team |

## Karrierestatistik
(Legende zur Spielerstatistik: Sp oder GP = absolvierte Spiele; T oder G = erzielte Tore; V oder A = erzielte Assists; Pkt oder Pts = erzielte Scorerpunkte; SM oder PIM = erhaltene Strafminuten; +/− = Plus/Minus-Bilanz; PP = erzielte Überzahltore; SH = erzielte Unterzahltore; GW = erzielte Siegtore; 1 Play-downs/Relegation; Kursiv: Statistik nicht vollständig)